# Río Gualaceo
El río Gualaceo nace de la confluencia de los ríos San Francisco y Santa Bárbara, en la parroquia y ciudad homónimas. Es uno de los afluentes del río Paute, su desembocadura esta al norte de la ciudad en el sector de Bullcay. En sus orillas, la municipalidad del cantón realiza el "Carnaval del río Gualaceo".
El río sirve de límite natural entre los barrios urbanos de la ciudad. En su orilla izquierda están los barrios: Cuenca, Benigno Váquez y Llampasay; mientras que, en la derecha: San Francisco, Patul bajo y Guazhalán.